# Micropus
- Commons
- Wikispecies

Micropus é um género botânico pertencente à família Asteraceae.

## Classificação do gênero
| Sistema | Classificação                                 | Referência |
| ------- | --------------------------------------------- | ---------- |
| Linné   | Classe Syngenesia, ordem Polygamia necessaria | [ 1 ]      |